# Ichnestoma rostrata
Ichnestoma rostrata är en skalbaggsart som beskrevs av Oliver Erichson Janson 1878. Ichnestoma rostrata ingår i släktet Ichnestoma och familjen Cetoniidae. Inga underarter finns listade i Catalogue of Life.